# Больтишский сельсовет
Больтишский сельсовет — административная единица на территории Вороновского района Гродненской области Республики Беларусь. Административный центр — агрогородок Больтишки.

## Состав
Больтишский сельсовет включает 13 населённых пунктов:
- Больтишки — агрогородок.
- Вильбики — хутор.
- Волдотишки — деревня.
- Гештовты — хутор.
- Друскеники — деревня.
- Пелеса — деревня.
- Пилюнцы — деревня.
- Поволока — деревня.
- Подитва — деревня.
- Помедь — деревня.
- Сурконты — деревня.
- Татарщина — деревня.
- Яновичи — деревня.

## Культура
- Музейная комната в аг. Больтишки
- Историко-этнографический музей в д. Пелеса

## Достопримечательность
- Костёл Святого Линуса в д. Пелеса
- Костёл Святой Марии Магдалены в д. Волдотишки